# Le valigie per restare
Le valigie per restare è il primo EP del rapper italiano Mecna, pubblicato il 21 maggio 2010 dalla Macro Beats e Blue Nox.

## Descrizione
Pubblicato solo per il download gratuito nel sito web di Mecna, l'EP contiene collaborazioni con artisti come Ghemon, MadBuddy, Hyst, Kiave, Lustro e Toto Nasty, quest'ultimi hanno fatto parte con Mecna nel gruppo musicale Microphones Killarz.

## Tracce
1. Intro – 1:26 (testo: Corrado Grilli – musica: Macro Marco - Scratch: DJ Tsura)
2. Suonerà Forte – 3:23 (testo: Corrado Grilli – musica: K-9)
3. Bellissimo (feat. Lustro & Toto Nasty) – 4:07 (testo: Corrado Grilli, Luigi Totaro, Antonello DeNittis – musica: K-9)
4. Ogni secondo (feat. Andrea Nardinocchi) – 3:42 (testo: Corrado Grilli, Andrea Nardinocchi – musica: K-9)
5. C'mon – 4:45 (testo: Corrado Grilli – musica: DJ Dust)
6. Con i piedi sul mondo (feat. MadBuddy) – 3:06 (testo: Corrado Grilli, Marco Gorgone – musica: Fid Mella)
7. L'altra parte (feat. Kiave, Hyst, Ghemon, Franco Negrè) – 5:21 (testo: Corrado Grilli, Mirko Filice, Taiyo Yamanouchi, Gianluca Picariello, Francesco Vicini – musica: Macro Marco)

## Formazione

### Musicisti
- Mecna - voce
- Lustro - voce aggiuntiva (traccia 3)
- Toto Nasty - voce aggiuntiva (traccia 3)
- Andrea Nardinocchi - voce aggiuntiva (traccia 4)
- MadBuddy - voce aggiuntiva (traccia 6)
- Hyst - voce aggiuntiva (traccia 7)
- Ghemon - voce aggiuntiva (traccia 7)
- Kiave - voce aggiuntiva (traccia 7)
- Franco Negrè - voce aggiuntiva (traccia 8)

### Produzione
- Macro Marco - produzione (tracce 1, 7)
- K-9 - produzione (tracce 2, 3, 4)
- DJ Dust - produzione (traccia 5)
- Fid Mella - produzione (traccia 6)